# Кито
Кѝто (на испански: Quito; на кечуа: Kitu), официално Сан Франсиско де Кито (на испански: San Francisco de Quito), е столицата на Еквадор. Кито е с население от 1 978 376 жители (2019), което го прави вторият по население град в страната след Гуаякил. Има обща площ от 290 km². Средната надморска височина, на която е разположен градът, е 2800 m, с което се нарежда като втората най-високо разположена столица в света след Ла Пас, Боливия. Градът е основан от испанския конкистадор Себастиян де Белалкасар през 1534 г.
Централният площад на града е разположен на около 25 km южно от екватора, но самият град се простира в рамките на около 1 km от екватора. На точното място, където минава екваторът (популярно с името „la mitad del mundo“ – „центърът на света“, за да се различава от името Ecuador, което на испански означава „Екватор“), са построени паметник и музей.

## История
Районът на Кито е център на търговията и политическа граница още преди да бъде завзет от империята на инките, което довежда да укрепването му като тяхно селище. Себастиян де Белалкасар, лейтенант на испанския конкистадор Франсиско Писаро, окупира града на 6 декември 1534 г. и обявява общинско правителство. Кито остава фокусна точка на националните политически, социални и икономически дела до началото на 20 век, когато икономическото значение се измества към Гуаякил. Съперничество между двата града все още съществува, като Кито остава политическия и културен център на страната.
През 1552 г. е създадено училище за изкуства в Кито – едно от първите в Южна Америка. Това бележи основаването на религиозно течение в изкуството, което процъфтява през испанския колониален период, оставяйки след себе си богатство от дървени многоцветни скулптури и картини без аналог в Новия свят. Много от църквите, манастирите и старите имения в Кито днес са същински музеи. В някои от моменти от историята на града, около 1/4 от площта му е заемана от религиозни сгради и земи. Най-голяма заплаха за сградите от колониалния период се оказват земетресенията, като тежки трусове удрят града през 1660, 1797, 1868 и 1987 г.
Централният университет (спонсориран от правителството) датира от 1586 г., Националното политехническо училище от 1869 г., а Папският католически университет – от 1946 г. В парка Аламеда се намира астрономическа обсерватория с пет малки бели кули, основана през 1864 г.
След като дълго време е изолиран в планинските части, Кито е свързан с крайбрежието на Гуаякил чрез железопътна линия през 1908 г. В днешно време, Кито е запазил голяма част от колониалната си атмосфера. За разлика от други латиноамерикански градове, където бедните предградия обграждат заможните централни градски части, тук голяма част от бедното население живее в центъра.

## География
Кито е разположен в планинската земя в северната част на Еквадор, в басейна на река Гуаилабамба. Построен е върху дълго плато, намиращо се в източното подножие на вулкана Пичинча. Това е най-близката столица до екватора, както и най-близката столица до активен вулкан в света. Надморската височина на града е около 2820 m.
Пичинча е активен и се следи от вулканолозите. Най-голямото му изригване е от 1660 г., когато над 25 cm прах и пепел покриват града. Последното му изригване е от 5 октомври 1999 г. Други вулкани в околността също поръсват града с пепел от време на време.

### Климат
Южната част на града има субтропичен планински климат, докато северната част има топъл средиземноморски климат. Поради надморската си височина и близостта до екватора, Кито има постоянен сравнително хладен климат. Поради същите причини, Кито получава едно от най-силните слънчеви облъчвания в света, понякога достигайки UV индекс 24 по пладне. Сезоните са два: сух (юни-септември) и влажен (октомври-май). Средното количество годишни валежи е около 1000 mm.
Местоположението на Кито близо до екватора означава, че системи с високо атмосферно налягане са изключително редки. Все пак, периоди на по-спокойно време също са възможни.
| Климатични данни за Кито                                                                         | Климатични данни за Кито | Климатични данни за Кито | Климатични данни за Кито | Климатични данни за Кито | Климатични данни за Кито | Климатични данни за Кито | Климатични данни за Кито | Климатични данни за Кито | Климатични данни за Кито | Климатични данни за Кито | Климатични данни за Кито | Климатични данни за Кито | Климатични данни за Кито |
| Месеци                                                                                           | яну.                     | фев.                     | март                     | апр.                     | май                      | юни                      | юли                      | авг.                     | сеп.                     | окт.                     | ное.                     | дек.                     | Годишно                  |
| Абсолютни максимални температури (°C)                                                            | 33,0                     | 28,6                     | 32,0                     | 25,6                     | 30,4                     | 29,0                     | 31,0                     | 27,0                     | 29,0                     | 27,0                     | 29,3                     | 29,0                     | 33,0                     |
| Средни максимални температури (°C)                                                               | 21,2                     | 21,0                     | 20,8                     | 20,9                     | 21,0                     | 21,1                     | 21,5                     | 22,2                     | 22,3                     | 21,8                     | 21,3                     | 21,3                     | 21,4                     |
| Средни температури (°C)                                                                          | 15,5                     | 15,6                     | 15,5                     | 15,6                     | 15,6                     | 15,5                     | 15,5                     | 15,9                     | 15,9                     | 15,7                     | 15,5                     | 15,5                     | 15,6                     |
| Средни минимални температури (°C)                                                                | 9,8                      | 10,1                     | 10,1                     | 10,2                     | 10,1                     | 9,8                      | 9,4                      | 9,6                      | 9,4                      | 9,5                      | 9,6                      | 9,7                      | 9,8                      |
| Абсолютни минимални температури (°C)                                                             | 3,0                      | 4,7                      | 5,1                      | 5,3                      | 2,5                      | 3,0                      | 3,0                      | 2,2                      | 3,4                      | 4,2                      | 2,5                      | 2,5                      | 2,2                      |
| Средни месечни валежи (mm)                                                                       | 82,5                     | 111,0                    | 146,6                    | 171,2                    | 105,5                    | 39,5                     | 21,5                     | 27,7                     | 68,9                     | 114,9                    | 108,5                    | 100,4                    | 1098                     |
| Средно количество слънчеви часове                                                                | 197                      | 140                      | 122                      | 136                      | 164                      | 189                      | 249                      | 256                      | 196                      | 177                      | 197                      | 215                      | 2238                     |
| ------------------------------------------------------------------------------------------------ | ------------------------ | ------------------------ | ------------------------ | ------------------------ | ------------------------ | ------------------------ | ------------------------ | ------------------------ | ------------------------ | ------------------------ | ------------------------ | ------------------------ | ------------------------ |
| Източник: World Meteorological Organization, NOAA, Voodoo Skies, Danish Meteorological Institute |                          |                          |                          |                          |                          |                          |                          |                          |                          |                          |                          |                          |                          |

## Население
По данни от 2019 г., в Кито живеят 1 978 376 души. Това го нарежда на второ място по население в страната след Гуаякил. Етническият състав е разнороден. Около 2/5 от жителите на града са кечуа, други 2/5 са метиси, а 1/5 са негри. Грамотността е около 4%. Преобладаващото вероизповедание е католицизмът.

## Икономика
Кито има най-голям принос към БВП на страната и бележи най-високи приходи на глава от населението. Въпреки това, данъците в него са по-високи, отколкото в останалите части на Еквадор. Главните отрасли в Кито включват текстили, метали, фармацевтични продукти и земеделие, като основни стоки за износ са кафе, захар, какао, ориз, банани и палмово масло.
Офисите на много национални и международни финансови институции, петролни компании и международни бизнеси са разположени в Кито. Трансеквадорският тръбопровод от източните петролни полета в провинция Напо преминава през Кито към Есмералдас. Друг нефтопровод свързва Кито с Гуаякил на югозапад. Към края на 20 век центърът на търговията в града се измества на север с построяването на нови банки, магазини и офиси.

## Транспорт
Градът е обслужван от скоростен автобусен транспорт, покриващ мрежа, разделена на три части: зелена, червена и синя. Освен тях, в града оперират около 8800 регистрирани таксита. През август 2012 г. община Кито създава градска система за споделяне на велосипеди.
Поради влошаващите се задръствания в града, през 2012 г. започва строителството на първата метро линия в града. Очаква се тя да отвори през август 2020 г. Тъй като Кито е около 40 km дълъг и само 5 km широк, повечето от важните булеварди и улици в града са ориентирани в посока север-юг. Историческият център на града е построен в правоъгълна мрежа, въпреки хълмовете.
През южната част на града преминава железопътна линия, но този вид транспорт в днешно време се използва главно за туризъм.
Международно летище Марискал Сукре служи като главното летище на града за пътнически и товарен въздушен транспорт. То се намира на 18 km източно от центъра на града. Отваря врати на 20 февруари 2013 г., заменяйки старото летище, разположена на 10 km северно от центъра. Впоследствие, старото летище е превърнато в парк.

## Галерия
- Съвременни сгради в развиващия се финансов район на Кито
- Международното летище Марискал Сукре
- Университетски сгради
- Катедралата на Кито
- Общинската палата
- Улица в южната част на града
- Сателитна снимка на Кито от 2011 г.